# Lijevo Trebarjevo
Lijevo Trebarjevo – wieś w Chorwacji, w żupanii sisacko-moslawińskiej, w gminie Martinska Ves. W 2011 roku liczyła 59 mieszkańców.